# Steven Vogt
Steven Scott Vogt (né le 20 décembre 1949) est un astronome américain. Il est l'un des découvreurs de Gliese 581 g.